# Bracon albipennis
Bracon albipennis är en stekelart som beskrevs av Christian Gottfried Daniel Nees von Esenbeck 1834. Bracon albipennis ingår i släktet Bracon och familjen bracksteklar. Inga underarter finns listade.